# Angolská kwanza
Angolská kwanza je platidlem tohoto afrického státu od roku 1977. Její ISO 4217 kód je AOA. Jedna setina této měny se nazývá „cêntimo“.

## Historie
Do oběhu se kwanza dostala v roce 1977, kdy nahradila dosud používané angolské escudo ve směnném poměru 1 escudo = 1 kwanza. Až do získání nezávislosti (1975) bylo angolské escudo pevně navázáno na portugalské escudo v poměru 1:1. Zároveň i ostatní bývalé portugalské kolonie v Africe měly za své měny escudos (mosambické, svatotomášské, kapverdské, guinejské). Od roku 1977 se v Angole platilo celkem čtyřmi různými měnami zvanými „kwanza“:
- 1977-1990: (první) kwanza, kód AOK
- 1990-1995: novo kwanza, kód AON
- 1995-1999: kwanza reajustado, kód AOR
- od 1999: (druhá) kwanza, kód AOA

## Mince a bankovky
Běžně používané bankovky mají nominální hodnot 50, 100, 200, 500, 1000, 2000, 5000 kwanz. Na jejich aversní straně všech bankovek jsou v profilu vyobrazeni významní angolští státníci António Agostinho Neto a José Eduardo dos Santos. Nejrozšířenější mince jsou v hodnotách 5, 10, 20 kwanz.